# Kensal Green Cemetery
Il Kensal Green Cemetery si trova nel quartiere Kensal Green di Londra, ed è uno dei sette cimiteri monumentali londinesi ed il più antico di questi.

## Descrizione
È l'unico cimitero di epoca vittoriana per il quale il Parlamento del Regno Unito ha emanato uno specifico editto con il quale non si permetteva la cremazione dei corpi e la compravendita del territorio cimiteriale; il cimitero infatti sarebbe diventato un museo non appena il terreno a disposizione fosse stato tutto occupato. 
Progettato in gran parte secondo i canoni del cimitero monumentale parigino di Père-Lachaise, i disegni per la sua progettazione vennero utilizzati in seguito per la costruzione di altri cimiteri in tutto l'Impero britannico. 
Nel cimitero sono seppellite circa 250.000 persone di cui 500 appartengono alla nobiltà londinese e 550 sono iscritte nel Dictionary of National Biography. 
Il cimitero è uno dei sette cimiteri privati vittoriani costruiti nella periferia di Londra e proprio nelle sue adiacenze si trova il St. Mary's Roman Catholic Cemetery.
Nel cimitero è sepolta Marigold Frances Churchill, figlia del Primo Ministro Winston Churchill e di Lady Clementine, che morì di febbre nel 1921 all'età di tre anni. Fra le tombe vi è quella della principessa Sofia di Hannover la terza figlia di re Giorgio III, che chiese espressamente di venire sepolta in questo cimitero per trovarsi al fianco di suo fratello il principe Augusto Federico, duca di Sussex. 
Altri personaggi importanti, che sono stati sepolti o cremati al Kensal Green sono:

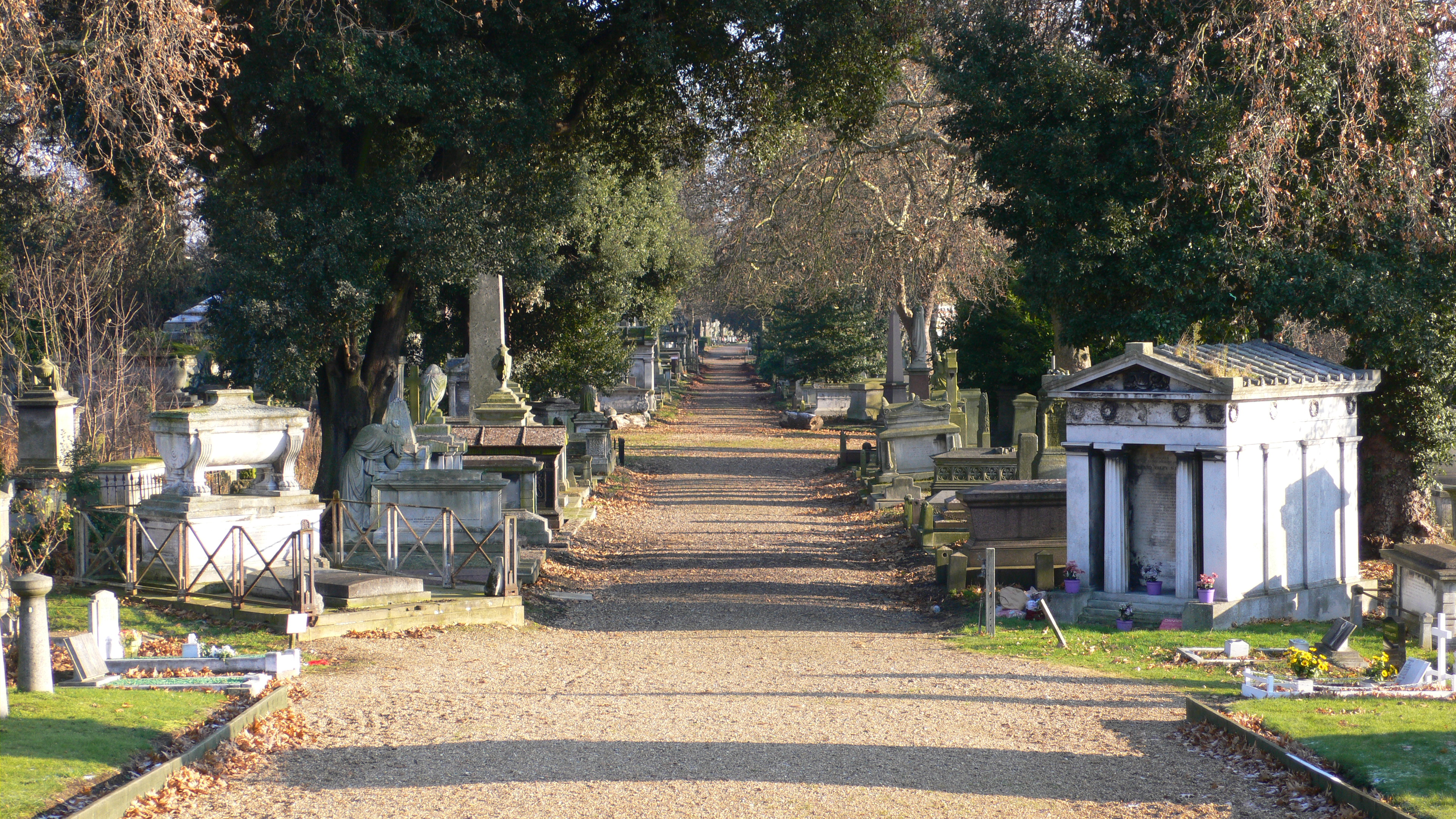
Kensal Green Cemetery

- Freddie Mercury (1946 - 1991), cantautore e compositore, leader dei Queen (qui cremato, ma l'ubicazione delle sue ceneri è però ignota)
- Henry Ainley, attore
- Thomas Allom (1804 - 1872), architetto e pittore
- Charles Babbage (1791 - 1871), matematico e filosofo
- George Percy Badger (1815 - 1888), missionario e studioso
- Michael William Balfe (1808 - 1870), compositore, baritono e direttore d'orchestra irlandese
- James Barry (1789/99 circa - 1865), chirurgo (primo esecutore del moderno taglio cesareo praticato in Africa)
- Julius Benedict (1804 - 1885), compositore tedesco naturalizzato inglese
- George Birkbeck, medico e accademico (pioniere dell'educazione per gli adulti)
- Charles Blondin (1824 - 1897), circense funambolo e acrobata francese
- Louis-Charles de la Bourdonnais (1797 - 1840), scacchista francese
- Robert Brown (1773 - 1858), botanico (scopritore del moto browniano)
- Isambard Kingdom Brunel (1806 - 1859), ingegnere
- John Edward Carew, scultore
- James Clark (1788 - 1870), medico e nobile
- Wilkie Collins (1824 - 1889), scrittore
- Michele Costa (1808 - 1884), compositore e direttore d'orchestra italiano
- John William Fisher (1788 - 1876), chirurgo
- Henri Jean-Baptiste Victoire Fradelle (1778 - 1865), pittore e ritrattista francese
- Augustus Wollaston Franks (1826 - 1897), antiquario e amministratore di musei
- Erich Fried (1921 - 1988), poeta austriaco naturalizzato britannico
- Giorgio di Hannover (1819 - 1904), comandante in capo della British Army
- Thomas Hood (1799 - 1845), poeta e umorista
- Fanny Kemble (1809 - 1893), attrice
- Alexander McDonnell (1798 - 1835), scacchista irlandese naturalizzato inglese
- Robert Owen (1771 - 1858), inventore, industriale e riformatore sociale
- Harold Pinter (1930 - 2008), drammaturgo, attore e regista
- William Makepeace Thackeray (1811 - 1863), scrittore
- Anthony Trollope, (1815 - 1882), scrittore
- William Vincent Wallace (1812 - 1865), compositore e musicista irlandese
- John William Waterhouse (1849 - 1917), pittore
- Robert Bentley (1821 - 1895), botanico
- Alan Rickman (1946 - 2016), attore
- Andrew White Tuer (1838 - 1900), scrittore, editore e tipografo
- Betsy Balcombe (1802 - 1871), scrittrice (residente a Sant'Elena durante i primi 3 anni dell'esilio di Napoleone ed autrice di un libro di memorie)